# Зеельбах (Нассау)
Зеельбах (нем. Seelbach) — община в Германии, в земле Рейнланд-Пфальц.
Входит в состав района Рейн-Лан. Подчиняется управлению Нассау. Население составляет 436 человек (на 31 декабря 2010 года). Занимает площадь 7,24 км².